# 萬卡拉馬區
13°39′16″S 73°05′08″W / 13.65444°S 73.08556°W
萬卡拉馬區（西班牙語：Distrito de Huancarama），是秘魯的一個區，位於該國南部阿普里馬克大區的安達韋拉斯省，面積153平方公里，海拔高度2,965米，2005年人口7,792，人口密度每平方公里51人。